# Бурак, Пётр Ефимович
Пётр Ефимович Бурак — советский общественный и политический деятель.

## Биография
Родился в 1922 году в селе Борки. Член КПСС.
Окончил Львовский государственный университет имени Ивана Франко.
Участник Великой Отечественной войны:.
В 1952—1960 гг. — партийный работник в городе Львове.
В 1960—1970 гг. — первый секретарь Ленинского райкома КПУ города Львова
В 1974—1979 гг. — ректор Львовского государственного института физической культуры
В 1979—1982 гг. — заведующий кафедрой истории КПСС и политэкономии ЛГИФК.
В 1982—1991 гг. — доцент кафедры истории КПСС Львовского государственного университета имени Ивана Франко.
Делегат XXII съезда КПСС.
Умер в 2006 году во Львове.

## Награды
- Орден Отечественной войны I степени
- Орден Отечественной войны II степени
- Орден Знак Почёта (трижды)